# Universidad Central de Chile
La Universidad Central de Chile, también conocida por su acrónimo UCEN o UCCh, es una universidad privada chilena, fundada en 1982. Fue la primera universidad privada creada en virtud del DFL n.° 1 del 3 de enero de 1981, en alcanzar la plena autonomía institucional, según el acuerdo n.° 44 del Consejo Superior de Educación del 18 de marzo de 1993, quedando habilitada para otorgar toda clase de títulos y grados académicos en forma independiente. Es una corporación de derecho privado sin fines de lucro cuya administración y desarrollo recae en sus propios académicos a través de una estructura de gobierno liderada por una Asamblea General representativa de las distintas facultades de la universidad, lo que la convertiría en un caso único en el sistema universitario chileno.
La Casa Central de la Universidad se ubica en el Barrio Universitario de Santiago, junto con tres edificios, un centro de extensión y un centro deportivo emplazados en torno al Parque Almagro, que en total suman más de 80.000 m² en infraestructura. Además, posee una sede en la ciudad de La Serena, en funcionamiento desde el año 2003. 
Actualmente se encuentra acreditada por la Comisión Nacional de Acreditación (CNA-Chile) por un período de 5 años (de un máximo de 7), desde enero de 2022 hasta enero de 2027.Figura en la posición 27 dentro de las universidades chilenas según la clasificación webométrica SCImago Institutions Rankings (SIR) 2024.Está en la posición 34 según el ranking de Webometrics 2024. Está en la posición 21-25 a nivel nacional en el QS Rankings 2024.

## Historia

### Fundación y primeros años
La idea de fundar la Universidad, denominada originariamente Universidad Central en sus estatutos constitutivos, comienza a gestarse con la promulgación del DFL n.º 1 del 3 de enero de 1981 del Ministerio de Educación, el cual permitía la creación de casas de estudios superiores con arreglo a sus disposiciones y que debían tener el carácter de personas jurídicas de derecho privado, sin fines de lucro.
En dicho contexto, el 4 de marzo de 1982 se llevó a efecto en la ciudad de Santiago la reunión destinada a fundar la Universidad Central, constituida como una Corporación de Derecho Privado sin fines de lucro. Concurrieron los siguientes nueve socios fundadores:
- Carlos Blin Arriagada, profesor de filosofía.
- Omar Mendoza Palominos, empresario.
- Hugo Gálvez Gajardo, abogado.
- Luis Flores Vera, contador.
- Pedro Cruzat Fuschlocher, ingeniero civil industrial.
- Vicente Kovacevic Poklepovic, ingeniero comercial.
- Gonzalo Hernández Uribe, abogado.
- Luis Castañeda Carrasco, contador.
- Enrique Martin Davis, agente comercial.

El acta de fundación y constitución de la Universidad y sus respectivos estatutos se contienen en la escritura pública otorgada ante notario en Santiago, don Hugo Guerra Baeza, con fecha 11 de octubre de 1982. La Universidad adquirió su personalidad jurídica el 9 de noviembre del mismo año, en virtud del depósito que hizo de dicha escritura pública ante el Ministerio de Educación, quedando inscrita en el Registro de Universidades de la mencionada Secretaría de Estado, bajo el folio C n.º 4.
La universidad fue autorizada para funcionar en virtud del certificado expedido por la Subsecretaría de Educación y publicado en el Diario Oficial n.º 31.507, de fecha 3 de marzo de 1983. Asimismo, conforme a lo dispuesto en el art. 24 del DFL n.º 1 ya citado, la Institución sometió a sus estudiantes a un proceso de examen por evaluadores externos, pertenecientes a las universidades de Chile, de Talca y de La Serena.

## Administración

### Rectores
| Nombre                       | Período       |
| ---------------------------- | ------------- |
| Carlos Blin Arriagada        | 1983-1985     |
| Hugo Gálvez Gajardo          | 1985-1995     |
| Vicente Kovacevic Poklepovic | 1995-2000     |
| Gonzalo Hernández Uribe      | 2000          |
| René Martínez Lemoine        | 2000-2001     |
| Luis Lucero Alday            | 2002-2011     |
| Ignacio Larraechea Loeser    | 2011          |
| Luis Merino Montero          | 2011-2012     |
| Rafael Rosell Aiquel         | 2012-2015     |
| Santiago González Larraín    | 2015-presente |

## Organización
La UCEN se estructura en cinco facultades y Carreras Técnicas, en los cuales se imparten 35 programas de magíster, 35 programas de pregrado, 8 programas técnicos de nivel superior y diversos programas de perfeccionamiento y educación continua en las áreas de Administración y Comercio, Arquitectura, Ciencias Sociales, Derecho, Educación, Salud y Tecnología.  

### Facultades
- Facultad de Economía, Gobierno y Comunicaciones

- Ingeniería en Administración de Empresas
- Ingeniería Comercial
- Ingeniería en Información y Control de Gestión
- Contador Auditor
- Administración Pública
- Ciencia Política
- Periodismo
- Publicidad
- Sociología

- Facultad de Ingeniería y Arquitectura

- Arquitectura
- Arquitectura del Paisaje
- Ingeniería Civil Industrial
- Ingeniería Civil en Computación e Informática 
- Ingeniería Civil en Minas
- Ingeniería Civil en Obras Civiles
- Ingeniería en Construcción
- Geología
- Licenciatura en Astronomía (Coquimbo)

- Facultad de Educación y Ciencias Sociales

- Educación Parvularia
- Pedagogía en Educación Básica
- Pedagogía en Educación Diferencial
- Pedagogía en Educación Física
- Pedagogía en Inglés
- Pedagogía en Lenguaje y Comunicación
- Pedagogía en Matemática y Estadística

- Facultad de Derecho y Humanidades

- Derecho
- Trabajo Social

- Facultad de Ciencias de la Salud

- Medicina
- Enfermería
- Tecnología Médica
- Nutrición y Dietética
- Kinesiología
- Obstetricia y Puericultura
- Psicología
- Terapia Ocupacional
- Licenciatura en Quiropraxia

### Educación Técnica de Nivel Superior
- Carreras Técnicas

- Técnico en Administración de Empresas
- Técnico en Construcción
- Técnico en Enfermería
- Técnico en Educación Parvularia
- Técnico en Educación Diferencial
- Personal Trainer

## Doctoradoshonoris causa
- 1997:  Eduardo Frei Ruiz-Tagle, expresidente de la República.[16]
- 2003:  Antônio Cançado Trindade, magistrado de la Corte Internacional de Justicia.[17]
- 2006:  Carlos Castresana Fernández, excomisionado Internacional Contra la Impunidad en Guatemala.[18]
- 2006:  Baltasar Garzón Real, magistrado español.[18]
- 2008:  Eusebio Leal Spengler, historiador cubano.[19]
- 2015:  Juan Somavía, ex director general de la Organización Internacional del Trabajo.
- 2019:  María Teresa Ruiz González, Premio Nacional de Ciencias Exactas, 1997.
- 2023:  Hugo Llanos Mansilla, Académico destacado experto en Derecho Internacional.

## Federación de Estudiantes
La Federación de Estudiantes de la Universidad Central de Chile (FEUCEN) es un organismo de representación estudiantil, encabezado por una mesa ejecutiva, compuesta por cinco estudiantes de la Universidad, elegidos democráticamente en votación directa por sus pares. Adicionalmente, existe un Consejo de Presidentes, integrado por los presidentes de los centros de estudiantes de cada escuela, y un Consejo de Vocales, integrado por estudiantes electos conjuntamente en la misma elección de la mesa ejecutiva de la FEUCEN.